# Li Hongxue
Li Hongxue (kinesiska: 李宏雪; pinyin: Li Hóngxuě; född 9 mars 1984 i Harbin, Heilongjiang) är en kinesisk längdskidåkare som har tävlat på professionell nivå sedan 2003. Hon har deltagit i både Olympiska spelen 2006 i Turin och 2010 i Vancouver, hennes bästa placering i spelen är en 16:e plats i 4 x 5 kilometers stafett. Hon fick även sin bästa individuella placering i dessa spel, en 27:e plats i 7,5 + 7,5 km dubbeljakt. 
Lis bästa placering i världsmästerskapen i längdskidåkning är en 10:e placering i 4 x 5 kilometers stafetten i världsmästerskapen 2007 i Sapporo. Hennes bästa individuella placering kom i samma mästerskap, en 18:e plats i 30km. 
Hennes bästa placering i världscupen är en 11:e plats i individuella sprinten i Kina 2007.